# 莊學和
莊學和（1712年4月5日—1792年10月16日後，康熙五十一年二月三十日－乾隆五十七年九月），字介南，又字小鶴，號芝園。江蘇省蘇州府長洲縣（今屬蘇州市）人，祖籍常州府武進縣（今屬常州市），清朝政治人物、詩人。

## 生平
乾隆元年（1736年）由蘇州郡庠生中式丙辰恩科江南鄉試舉人。考取內閣中書。
乾隆十年（1745年）中式乙丑科會試會魁，殿試第三甲第十六名同進士出身。六月，分發刑部學習主事。七月，授刑部湖廣司主事。兼充會典館、律例館纂修。
十三年（1748年）正月，欽差以刑部主事隨同兵部尚書班第、吏部員外郎阿桂前往四川協助辦理進勦大金川軍務。
十四年（1749年）九月，四川總督策楞認為莊學和「才識明敏，辦事勤慎」，奏請補授為龍安府知府。十月，乾隆帝令先署理試用龍安府知府。
十五年（1750年）五月，經總督策楞奏請，調任雅州府知府。誥授中憲大夫。
二十三年（1758年），調任保寧府知府。於閬中縣城東盤龍山麓治平園址（今閬中東風中學）重建錦屏書院，推行教化，人文蔚起。二十五年（1760年）離任。
二十七年（1762年）十月，前任南部縣知縣王訓赴都察院呈控四川布政使、按察使等「欺罔狥私、朋比為殃」，都察院參奏請旨飭交刑部查審，莊學和被波及彈劾在任期間「濫捐濫罰」，輿論惋惜。
二十八年（1763年）一月，四川總督開泰、布政使吳士端因莊學和、王訓案中未先察覺且承審官刑部侍郎覺羅阿永阿、葉存仁發生疏漏而自劾。
乾隆五十七年（1792年）九月卒於鄉，年八十一歲。

## 著作
- 《芝園文稿》
- 《芝園偶鈔》二卷，另有寫本：《渡瀘草》一卷、《金川草》二卷。[12]

## 家庭及關連
莊學和屬毗陵莊氏第十二世。
- 祖父：莊朝生（1630年－1701年），順治六年進士，官至河南提學道僉事。遷居蘇州城東懸橋巷。
- 父：莊㝉（1689年－1752年），監生。
- 母：朱氏，敕封恭人，翰林院侍讀學士朱典之女。
- 學和排行第三，另有二兄四弟、一姊妹：
  - 莊學申（1709年－1763年），乾隆二年進士，官陝西永壽縣知縣。
  - 莊汝明（1711年－1800年），乾隆元年舉人，崑山縣教諭。
  - 莊汝益（1714年－1755年），順天增生，娶奉天張氏雲南督糧道張士伋之女。
  - 莊學琦（1716年－1751年）。
  - 莊齡（1721年－1787年），監生，官安徽涇縣茹蔴司巡檢。
  - 莊學沂（1724年－1769年），監生，州吏目。
  - 姊妹一，適元和史述祖。

### 妻妾
- 正室：孫氏，誥封恭人，教習知縣孫泰汶之女。
- 側室：李氏。

### 子女
有五子二女。
- 長子：莊世鈞（1732年－1798年），嫡孫氏出，監生。
- 次子：莊世鏞（1735年－？年），嫡孫氏出，官貴州都勻府麻哈州吏目，娶山西介休范氏。
- 三子：莊世鈐（1738年－？年），嫡孫氏出，官江西南昌府經歷，出嗣予弟莊汝益，娶順天大興王氏。
- 四子：莊世鎦（1739年－？年），庶李氏出，監生，娶浙江海寧俞氏。
- 五子：莊世鐳（1743年－？年），嫡孫氏出，監生，娶安徽婺源漳溪王氏貴州貴西道王文進之女。
- 長女，嫡孫氏出，適宋文玉。
- 次女，庶李氏出，適吏目沈琳。